# Tubastraea
Tubastraea is een geslacht van koralen uit de familie van de Dendrophylliidae.

## Soorten
- Tubastraea coccinea Lesson, 1829
- Tubastraea diaphana (Dana, 1846)
- Tubastraea faulkneri Wells, 1982
- Tubastraea floreana Wells, 1982
- Tubastraea micranthus (Ehrenberg, 1834)
- Tubastraea tagusensis Wells, 1982